# 毛家滩回族维吾尔族乡
毛家滩回族维吾尔族乡，是中华人民共和国湖南省常德市汉寿县下辖的一个乡镇级行政单位。
2024年3月29日，将太子庙镇岩嘴居委会和金孔、廖家汊、龙虎、黄河、新堤、五福、黄岭岗7个村委会成建制划入毛家滩回族维吾尔族乡。

## 行政区划
毛家滩回族维吾尔族乡下辖以下地区：
毛家滩社区、徐家山村、耀言湾村、油铺村、五善村、田庄村、史家桥村、荷花村、教门岗村、马井村、五丰村、窑台村、大同村、东岸村、燕子口村、永安村和牛路村。
2024年调整后，毛家滩回族维吾尔族乡下辖向阳、牛路、岩嘴3个居委会，教门岗、马涧、五丰、东岸、油铺、田庄、廖家汊、黄岭岗、金孔、龙虎、黄河、新堤、五福13个村委会。